# Darrow Hooper
Clarence Darrow Hooper (Fort Worth, 30 gennaio 1932 – 19 agosto 2018) è stato un pesista statunitense.

## Palmarès

### Olimpiadi
- Argento a Helsinki 1952 nel getto del peso.